# Степаненко Василь Пилипович
Василь Пилипович Степаненко (псевдо: Василь Літописець) (1870-ті — 1930-ті) — український фольклорист, книгар, діяч Братства тарасівців.

## Життєпис

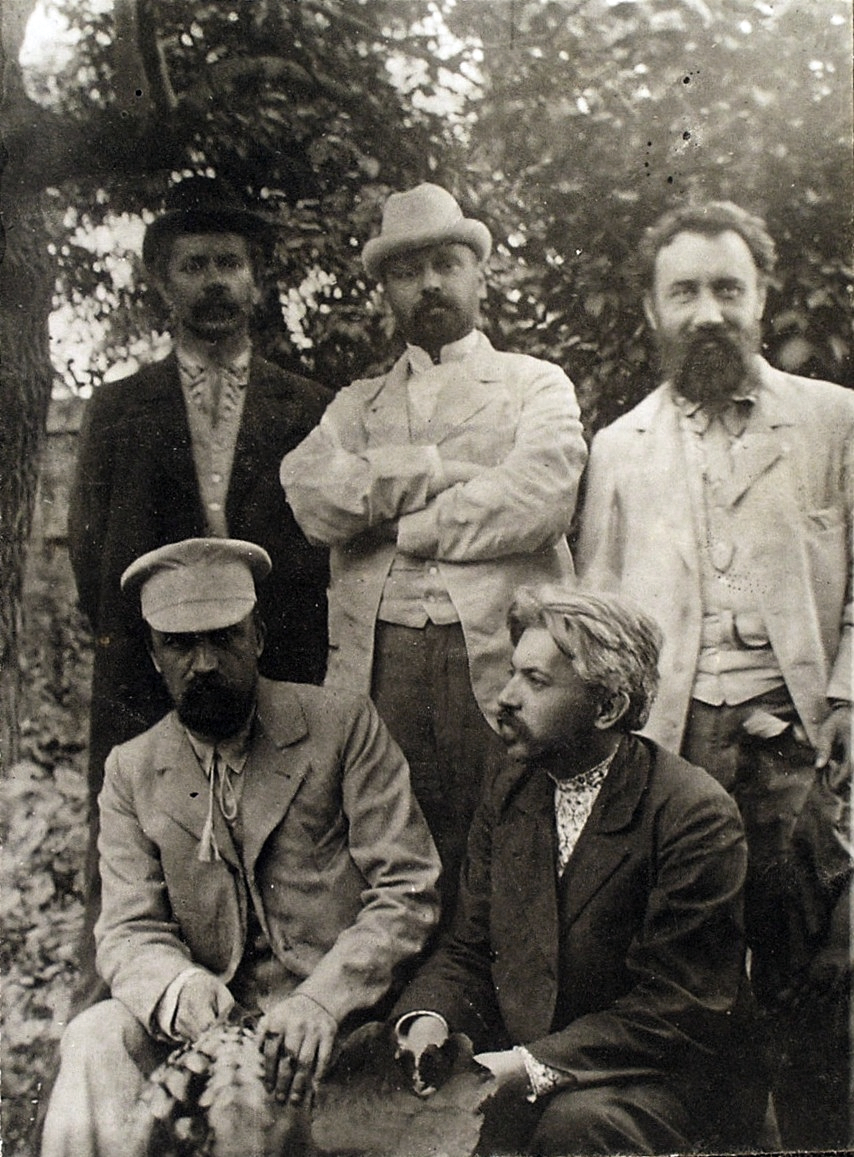
Зліва направо, у нижньому ряду: Олександр Глібов (син Леоніда Глібова), Володимир Самійленко. У верхньому ряду стоять: Василь Степаненко, Михайло Коцюбинський, Борис Грінченко. Чернігів, садиба Коцюбинського, літо 1898 р.

Народився у селі Полствин Канівського повіту Київської губернії. Його батько був освіченою людиною, записував народну творчість.
Свою роботу Василь Степаненко почав на посаді народного учителя. Був одним з активних діячів Братства тарасівців. Після того, як були заарештовані члени братства, Степаненко, після звільнення, протягом 1894—1896 років проживав у батьківському будинку під наглядом поліції.
Перебуваючи під наглядом, він захопився народною творчістю. Записує народні оповідання, пробує писати оригінальні твори під псевдонімом Василь Літописець. Зібрані матеріали ретельно опрацьовував, виявляв серед них, ті що ще не були надруковані. Найбільш важливі записи він надсилав Борису Грінченку, з яким він листувався з протягом 1894—1910 років. Зібрані Степаненком матеріали (376 пісенних текстів та 150 прозорих, понад 150 приказок і загадок) ввійшли у фольклорні збірки, що їх видав Б. Грінченко впродовж 1895—1900 років.
Після зняття нагляду Степаненко працював у Полтавському земстві (1897—1898), керував українською книгарнею при редакції «Київської старовини» (1899—1917). Був одружений з Марією Стешенко, сестрою відомого політичного діяча Івана Стешенка.
Останній запис у С. Єфремова про Степаненка датований 1928 роком.